# PFK CSZKA Moszkva
A PFK CSZKA Moszkva (oroszul: Профессиональный Футбольный Клуб ЦСКА Москва) a CSZKA Moszkva sportegyesület professzionális labdarúgócsapata. 2005-ben UEFA-kupa-győztes csapat lett, miután a lisszaboni döntőben 3:1-re legyőzte a Sporting CP csapatát. A 2006-os szezon orosz bajnokságának győztese több orosz és brazil válogatottal rendelkezik.

## Korábbi klubnevek
- 1911–1923: Sí Sport Kedvelőinek társasága. oroszul: Obscsesztvo Ljubityelej Lizsnogo Szporta (OLLSZ) - Общество любителей лыжного спорта.
- 1923–1928: Általános iskolakötelezettség kísérleti-bemutató pályája. oroszul: Opitno-pokazatyelnaja Ploscsadka Vszeobucsa (OPPV) - Опытно-показательная площадка Всеобуча.
- 1928–1951: Vörös Hadsereg Központi Házának Klubja. oroszul: Szportyivnij Klub Centralnogo Doma Krasznoj Armii (CDKA) - Спортивный клуб Центрального дома Красной армии.
- 1951–1957: Szovjet Hadsereg Központi Házának Klubja. oroszul: Szportyivnij Klub Centralnogo Doma Szovjetszkoj Armii (CDSZA) - Спортивный клуб Центрального дома Советской армии.
- 1957–1960: Védelmi Minisztérium Központi Sport Klubja. oroszul: Centralnij Szportyivnij Klub Minyisztyersztva Oboroni (CSZK MO) - Центральный спортивный клуб Министерства обороны.
- 1960 óta: Hadsereg Központi Sport Klubja. oroszul: Centralnij Szportyivnij Klub Armii (CSZKA) - Центральный спортивный клуб армии.

## Történelem

### 1911–1922
A CSZKA története 1911-ben kezdődött, amikor a Sí Sport kedvelők Társasága megalapította a futball szekcióját. E bázison rögtön három csapat alakult, melyek még ugyanabban az évben részt vettek a Moszkvai "B" ligában. A CSZKA elődje első hivatalos mérkőzését 1911. augusztus 14-én játszotta a "Vega" ellen. A meccs 6-2-es győzelemmel zárult. 1917-ben a csapat elhódította a Kazányi ligában az első helyet (e ligában azok a csapatok vettek részt, melyek a kazányi vasútvonal mentén helyezkedtek el) és feljutott a Moszkvai liga A osztályába, ahol 1922-ig szerepelt.
1921-ben a bajnoki döntőben 6-0-s vereséget szenvedtek a KFSZ csapatától, majd 1922-ben a tavaszi idényt megnyerték, ősszel pedig a második helyen végeztek.

### 1922–1935
A bolsevik forradalom és a polgárháború lezárulta után az új rendszer minden korábbi sportklubot és egyesületet feloszlatott és a saját igényeinek megfelelően szervezte újjá. A síkedvelők feloszlatása után a labdarúgó szakosztály a Vörös Hadsereg fennhatósága alá sorolták be. A cél egyértelműen a besorozottak fizikai és egészségi állapotának javítása és felkészítése egy esetleges háborúra. A klubot a korban szokásos, magyarul eléggé furán hangzó névre keresztelték.
A korábbi liga helyett létrehoztak egy új bajnokságot az újonnan megalkotott nyolc csapatnak, melyet továbbra is Moszkvai A osztálynak neveztek. Később 14 csapatosra bővül a bajnokság. 1926-ban hódították el először a bajnoki címet a „katonák” (armejci).
1928-ban ismét a politika miatt változott a klub neve. Ekkor adták át ugyanis a Vörös Hadsereg 10 éves fennállásának évfordulójára a „Vörös Hadsereg Központi Házát”, melynek azonnal alárendelték a fura elnevezésű klubot. Akkoriban 6 klub versengett a bajnokságban.
Ebben az időszakban játszotta a CDKA az első „nemzetközi” meccseit Bakuban és Kijevben. 1935-ben újra a CDKA lett a moszkvai bajnok.

### 1936–1952
1936-ban rendeztek először orosz labdarúgó bajnokságot. A nyolc csapatos ligában először negyedik, majd az utolsó helyen végeztek a "katonák". Így a következő szezon a B osztályban kellett tölteniük. Ám időközben az A osztályt kiegészítették néhány B osztályos csapattal, így a CDKA azonnal visszakerült az első osztályba. Ennek ellenére újra az utolsó helyen végeztek. 1937-ben azonban a hadseregbe való behívásoknak köszönhetően már az ezüstérmet is sikerült megszerezni.
1941. június 22-én a csapat éppen Kijevbe utazott a Gyinamo Kijev vendégeként, ám a mérkőzést nem tudták lejátszani a német katonai támadás miatt. A háború alatt Moszkvában városi bajnokságot rendeztek. 1943-ban a CDKA lett az aranyérmes, 1944-ben pedig a szovjet kupadöntőben a Zenyit ellen szenvedtek 2-1-es vereséget.
A háború után kezdődött a belügy és a hadsereg csapatai, azaz a Gyinamo Moszkva és a CDKA között az ötvenes évek nagy rivalizálása. E korszak kiemelkedő CDKA játékosa Vszevolod Bobrov, aki öt év alatt 79 mérkőzésen 82-szer volt eredményes, valamint Grigorij Fedotov ezredes, aki 1938-1949 között 155 meccsen 124 gólt lőtt a CDKA színeiben.
A CDKA volt a korszak első számú csapata, 1946 és 1951 között öt alkalommal sikerült az első helyen végezni a Dinamo előtt. Ez a klub arany korszaka, hiszen később mindössze két alkalommal tud bajnokságot nyerni a katonacsapat.
1951-ben újra kényszerű névváltoztatás következett: a Vörös Hadsereget átkeresztelték Szovjet Hadseregre, így a klub neve ennek megfelelően változott. A névváltás ezúttal nem hozott szerencsét a klubnak. A szovjet válogatott felvételt nyerve a nemzetközi szövetségekbe, először indulhatott világversenyen. A helsinki olimpiai játékokon gyakorlatilag a CDSZA csapata állt ki, mint szovjet válogatott. Azonban Sztálin fő ellenségétől, Tito Jugoszláviájától elszenvedett vereség a klub felszámolásához vezetett.

### 1952–1970
A következő két szezonban a CDSZA nem játszhatott a szovjet bajnokságban. Játékosai szétszéledtek elsősorban az akkor feltámadó rivális Szpartak Moszkva csapatához szerződve. 1953-ban Sztálin halála után Grigorij Pinaicsev tábornok vezetőedzővé való kinevezésével megkezdődött a csapat újjászervezése. A korszak jelentős játékosai közé tartozott Vlagyimir Nyikanorov, Borisz Razinszkij, Anatolij Basaskin, Vlagyimir Gyomin és Vaszilij Buzunov. Az első nagy sikert 1955. október 16-án a szovjet kupadöntőn érte el a csapat. A Lev Jasinnal felálló Gyinamót Vlagyimir Agapov vezérletével legyőzték a "katonák". A telt ház előtt zajló mérkőzésen Jasint kiállította a bíró. A CDSZA 1955-ben és 1956-ban is bronzérmet szerzett a bajnokságban.
1957 februárjában a hadsereg belső reformjának következtében a klubnév újra változott. Ebben az évben a minisztérium alá rendelt csapat az ötödik helyen zárt és visszavonult a korszak legendás játékosa Basaskin is. Ő volt az utolsó az „ezredesek csapatából”, ahogy az ötvenes évek elején hívták őket.
Borisz Arkagyev váltotta a kispadon Pinaicsevet, aki Bobrov segítségével a dobogó harmadik helyre vezette a klubot 1958-ban. Egy sikertelenebb év után 1960-ban újra Pinaicsev irányította a csapatot. Ekkor került sor a klub máig utolsó átkeresztelésére is.
A bajnokság átszervezése után a rájátszásba jutásért játszott a CSZKA a Dinamó Kijevvel 1960. július 19-én a Luzsnyiki Stadionban. 1-1-es állásnál a Kijev büntetőt kapott, melyet Valerij Lobanovszkij értékesített, majd egy kiállítás után 150-200 szurkoló rontott be a pályára. A mérkőzés félbe szakadt, a CSZKA kiesett. Néhány renitens szurkolót kettőtől hat évig terjedő börtönbüntetéssel sújtotta a bíróság. A szezon végén Pinaicsevnek is távoznia kellett.
Konsztantyin Beszkov került a klub élére, a keret szinte teljesen átalakult. A hatvanas évtized sikertelen éveiben általában a Dinamo Kijev uralta a szovjet bajnokságot. A hatvanas években két bronzérem (1964, 1965), illetve 1968-ban egy negyedik hely megszerzése jelentette a csúcsot a CSZKA számára.
Számos edzőváltás után, 1970 telén azonban megtörtént az, amire 19 éve vártak a szurkolók. A bajnoki döntőben Valentyin Nyikolajev edzővel legyőzték a Dinamo Moszkvát. A bajnoki döntő helyszínének Taskentet választották, ahol a két mérkőzést összesen 100 ezer néző látta. Ebben az évben a France Football a CSZKA csapatkapitányát, Albert Sesztyernyovot választotta az év futballistájának. Összességében tehát nem volt sikertelen az évtized, az igazi kudarcsorozat ezután kezdődött.

### 1971–1984
A következő évtized szintén nem tartozik a klub sikertörténetéhez. Annak ellenére, hogy a bajnoki cím megszerzése után a BEK sorozatban a nyolcaddöntőig jutottak és a szovjet válogatott magját is a "katonák" adták. 1972-ben azonban súlyos veszteség érte klubot. Sesztyernyov egy súlyos operáció után nem térhetett vissza a pályára. Ezt követően a bajnokcsapat számos tagja hagyta el a klubot. Enne következményeként 1973-ban csupán a 10. helyen zárt a CSZKA. A kispadon Nyikolajevet újra Agapov váltotta kevés sikerrel. Egy 13. helyezés után meglepő lépésre szánta el magát a vezetés: Anatolij Taraszovot, a híres jégkorongozót nevezték ki vezetőedzőnek. A hoki legenda sem tudta feltámasztani a futballistákat, továbbra is a 12. és a 13. helyen fejezték be a soros szezonokat.
1975-ben befejezte karrierjét a korszak két kiválósága Vlagyimir Fedotov és Vlagyimir Kaplicsnij. Vlagyimir Fedotov, Grigorij fia, a klub rekorderének számít a lejátszott meccsek tekintetében: 382 mérkőzésen 92 gólt szerzett. A visszavonulások ellenére 1976-ban ismét a CSZKA adta a bajnokság legjobbját. Vlagyimir Asztapovszkijt választották a szezon legjobb játékosának és kapusának. 1977-ben a gyenge 14. helyezés ellenére egy CSZKA játékos, Alekszandr Tarhanov bekerült a bajnokság legjobb 33 játékosa közé.
Az 1980-ban megszerzett 5. hely, illetve az utána következő két 6. hely már bizakodásra adott okot. Ekkor a klub korábbi legendája Sesztyernyov lett az edző, a csapat viszont a 12. helyen végzett. Számos edzőváltás után a klub 1984-ben, története során először kiesett az első osztályból.

### 1985–1991
Jurij Morozov vezetőedző a teljes keretet lecserélte. A fiatalokkal feltöltött csapat azonban nem tudta kiharcolni a feljutást. Erre még egy évet kellett várni. A feljutásért vívott döntőt Ungváron játszotta a CSZKA a grúz „Gurija” csapatával és 2-0 arányban győzött is.
A szurkolók öröme nem tarthatott sokáig, hiszen a következő szezonban ismét a másodosztályban találta magát klub. Ám ezúttal Szergej Saposnyikov edző vezetésével azonnal feljutott a csapat az első osztályba. 1990-ben már a második helyen tudott végezni a csapat a Dinamo Kijev mögött, majd egy évvel később, az utolsó szovjet bajnoki idényben megszerezte a CSZKA Moszkva a hetedik bajnoki aranyérmét! A játékosok ezúttal dupláztak: a bajnoki arany mellé begyűjtötték a szovjet kupát is.

### 1991–2005
A kilencvenes években a Szpartak Moszkva egyeduralkodó volt az újonnan megalakult orosz bajnokságban. A CSZKA Moszkva 1998-ban tudott először a dobogóra érni, ekkor a második helyet szerezte meg. Egy évvel később bronzérmes lett a gárda. 2002-ben újra ezüstérem, majd 2003-ban megszerzik az első orosz bajnoki aranyérmüket. Ettől kezdve minden évben a dobogón van a csapat. Az első siker után még kétszer (2005, 2006) végeznek az első helyen. Ezzel jelenleg a rendszerváltás utáni orosz futball második legeredményesebb csapata: 3 arany, 3 ezüst és 2 bronz.
A 2008-as idény gólkirálya is a CSZKA-ból került ki Vagner Love személyében.
A hazai sikerek mellett a CSZKA lett az első orosz csapat, mely az UEFA-kupa sorozatot meg tudta nyerni (2005).
A CSZKA Moszkva sikere hozzájárult, hogy a nemzetközi figyelem az egész orosz labdarúgásra irányult. Ma már úgy tűnik, hogy a Bajnokok Ligája állandó résztvevője lesz a csapat. Egyelőre azonban a BL-ben nem sikerült komolyabb eredményt elérni.

## Stadion
A CSZKA Moszkva saját stadionja a Grigorij Fedotov Stadion volt, melyet 1961-ben adtak át a közönségnek. E létesítmény 10 ezer ember befogadására volt alkalmas. Az elavult és romos stadionban évek óta nem rendeztek már sporteseményt. Az utolsó mérkőzésre 2000. október 10-én került sor, amikor a CSZKA a "Lokomotív" HH csapatát 5-0 arányban legyőzte. Mára szinte teljesen lebontották a stadiont, körülötte új lakóparkok emelkednek.
Ettől kezdve a CSZKA Moszkva 7 éven át a Dinamo Stadionban vendégeskedett, jelenleg a Luzsnyiki Stadionban játssza hazai meccseit. A stadion 84,745 fő befogadására alkalmas.
2007. május 19-én tették le az új  VEB Aréna alapkövét a Hodinka mezőn, a korábbi stadion helyén.  A tervek szerint egy 30 ezer férőhelyes modern, minden előírásnak megfelelő létesítmény épül.
Az új létesítményt várhatóan ismét Grigorij Fedotov Stadionnak fogják hívni. A stadion érdekessége, hogy az egyik sarokban egy szálloda és irodaházként üzemelő toronyház fog kiemelkedni. A stadion alatt egy 1640 férőhelyes mélygarázs kap helyet. Természetesen a múzeum, az éttermek és az egyéb szórakoztató szolgáltatások is az új stadion részévé válnak majd. A tervek szerint 2009 elejére készült volna el a beruházás, de várhatóan csak 2010 vehetik igénybe a klub.

## Sikereik
- Szovjet bajnok: 7 alkalommal (1946, 1947, 1948, 1950, 1951, 1970, 1991)
- Szovjet kupagyőztes: 5 alkalommal (1945, 1948, 1951, 1955, 1991)
- Orosz bajnok: 6 alkalommal (2003, 2005, 2006, 2013, 2014, 2016)
- Orosz kupagyőztes: 7 alkalommal (2002, 2005, 2006, 2008, 2009, 2011, 2013)
- Orosz szuperkupa-győztes: 6 alkalommal (2004, 2006, 2007, 2009, 2013, 2014)
- UEFA-kupa győztes (2005)

## Nemzetközi kupaszereplések 1991-2008
- Bajnokok Ligája (BL) - 1992-1993

Az utolsó szovjet bajnokság megnyerése után az éppen akkor induló BL-ben kapott lehetőséget a CSZKA Moszkva. A 32 között a feröeri Víkingur Gøta csapatával szemben 0-1, 4-2 arányban simán jutott tovább a moszkvai csapat. A következő körben meglepetésre a Barcelonát búcsúztatták a katonák, Moszkvában 1-1, majd a katalán fővárosban 2-3 arányú győzelemmel. Így a BL csoportkörben Brugge, a Glasgow Rangers és a Marseille csapatai következtek. A csapat 4 vereséggel és 2 döntetlennel esett ki, de egyáltalán nem vallott szégyent.
- Kupagyőztesek Európa Kupája (KEK) - 1994-1995

A 32 között a Ferencvárossal találkozott az orosz csapat. A Dinamo Stadionban 2-1-re a hazaiak, míg az Üllői úton 2-1 arányban a Fradi nyert. Tizenegyesekkel a magyar csapat jutott tovább.
- UEFA-kupa - 1996-1997

A CSZKA az UEFA-kupában indulhatott, az első körben az izlandi Akranes Football Club gárdája nem jelentett különösebb gondot (0-2, 4-1) összesítésben 6-1 arányban bizonyultak jobbnak a katonák. A második körben a holland Feyenoord következett. Moszkvában a vendégek győztek van Vonderen góljával (0-1), idegenben 1-1 lett az eredmény, ezzel az oroszok ismét hamar búcsúztak.
- BL - 1999-2000

Hat év kihagyás után újra a legrangosabb kupasorozatban indulhatott a CSZKA Moszkva. A selejtezőben azonban nem várt akadályt jelentett a norvég Molde csapata. A hazai 2-0-s győzelem visszavágóján a norvégok 4-0 arányban diadalmaskodtak.
- UEFA-kupa - 2000-2001

Újabb északi ellenfél következett. Ám a dán Viborg a moszkvai 0-0 után hazai pályán győzött (1-0), így ismét gyors búcsúra kényszerültek a moszkvaiak.
- UEFA-kupa - 2002-2003

A következő évben az olasz Parma búcsúztatta az oroszokat (1-1, 2-3).
- BL - 2003-2004

A 2. selejtező körben indulhatott a CSZKA, de ezúttal a makedón Vardar fogott ki rajta. Már Moszkvában 1-2 arányban győztek, hazai pályán elég volt számukra a döntetlen is (1-1).
- BL - 2004-2005

Végre eljött a CSZKA ideje is! A BL-ben indulhatott az orosz csapat. A selejtező körben az azeri Neftchi Baku PFC csapatával (0-0, 2-0) szemben sima továbbjutás, majd a Glasgow Rangers ellen (2-1, 1-1) összesítésben 3-2 arányú győzelmével a csoportkörbe jutottak.
A H csoportban a PSG, a Porto és a Chelsea várt a CSZKA-ra. A PSG-vel szemben két győzelem (2-0, 1-3), a Portóval egy vereség (0-1), egy döntetlen (0-0) és a Chelseatől két vereség (2-0, 0-1) a BL-ből a kiesést, de csoport harmadik helyezettjeként az UEFA-kupa szereplés lehetőségét jelentette az oroszok számára.
- UEFA-kupa - 2004-2005

A legjobb 32 között kapcsolódtak be a küzdelmekbe. Rögtön a portugál Benfica csapatát kapták ellenfélnek és a vártnál simábban (2-1, 1-1) jutottak tovább. A 16 között a Partizan Beograd várta az oroszokat (1-1, 2-0). A negyeddöntőben a francia AJ Auxerret 4-0 arányban kiütötte az orosz csapat, így a visszavágón már belefért a 2-0-s vereség is. Jöhetett az elődöntő. A Parma gárdájával Olaszországban 0-0-t játszottak, majd Moszkvában sima 3-0-s győzelemmel jutottak a fináléba.
- Az UEFA-kupa döntőt Lisszabonban a Sporting Lisszabon ellen játszották. A Jose Alvalade Stadionban parádés 3-1-es győzelmet aratott a CSZKA Moszkva. A gólokat Alekszej Berezuckij, Jurij Zsirkov és Vágner Love szerezte.
- UEFA Szuperkupa döntő - 2005

A BL győztes Liverpool 3-1 arányban győzött a CSZKA Moszkva felett. Az oroszok gólját Calvalho szerezte.
- UEFA-kupa - 2005-2006

A selejtező körben a dán FC Midtjylland csapatával találkozott az orosz gárda. Mindkét meccs 3-1 arányban ért véget, így 6-2-es összesítéssel a csoportkörbe jutott a CSZKA.
A Marseille (1-2), a SC Heerenveen (0-0), a PFK Levszki Szófia (2-1) és a Gyinamo Moszkva (0-1) ellenében nem tudott továbbjutni a csapat.
- BL - 2006-2007

A selejtezőben a MFK Ružomberok csapatát 5-0-s összesítéssel ejtette ki a CSZKA. A csoportkörben azonban komolyabb ellenfelek jutottak: FC Porto (0-0, 0-2), Hamburg (1-0, 2-3), Arsenal FC (1-0, 0-1). Ismét a 3. helyet sikerült megszerezni a csoportban, így az UEFA-kupában lehetett folytatni.
- UEFA-kupa - 2006-2007

A 32 között azonban a Makkabi Haifa FC erős ellenfélnek bizonyult. A moszkvai 0-0 után Haifában 1-0-ra győzött az izraeli csapat.
- BL - 2007-2008

Ezúttal már nem kellett selejtezőt játszani, egyből a BL csoportkörben találta magát a CSZKA. Ám a PSV Eindhoven (1-2, 0-1), a Fenerbahçe SK (2-2, 3-1) és az Internazionale (1-2, 2-4) mögött az utolsó helyet sikerült csak megszerezni.
- UEFA - 2008-2009

A selejtezőben a szlovén NK Slaven Belupo volt az ellenfél (2-1, 1-0). A CSZKA jelenleg a H csoportban négy győzelemmel, 100%-os teljesítménnyel a csoport élén áll és már továbbjutott.
- CSZKA Moszkva – RC Deportivo de La Coruña 3-0
- Feyenoord – CSZKA Moszkva 1-3
- CSZKA Moszkva - Lech Poznań 2-1
- Nancy - CSZKA Moszkva 3-4

A jelenlegi állás: 1. CSZKA Moszkva 13, 2. Nancy 4, 3. Deportivo La Coruna 4, 4. Lech 4, 5. Feyenoord 0

## Jelenlegi keret
2021. június 3-ai állapot szerint
| #  |     | Poszt | Név                       |
| -- | --- | ----- | ------------------------- |
| 1  | RUS | K     | Ilja Pomazun              |
| 2  | RUS | V     | Mário Fernandes           |
| 3  | BRA | V     | Bruno Fuchs               |
| 5  | RUS | V     | Viktor Vaszin             |
| 7  | RUS | KP    | Ilzat Ahmjetov            |
| 8  | CRO | KP    | Nikola Vlašić             |
| 9  | RUS | CS    | Fjodor Csalov             |
| 10 | RUS | KP    | Alan Dzagojev             |
| 11 | NGA | CS    | Chidera Ejuke             |
| 14 | RUS | V     | Kirill Nababkin           |
| 17 | ISL | KP    | Arnór Sigurðsson          |
| 19 | KAZ | KP    | Baktijor Zajnutdinov      |
| 20 | RUS | KP    | Konsztantyin Kucsajev     |
| 22 | RUS | KP    | Konsztantyin Maradisvili  |
| 23 | ISL | V     | Hörður Björgvin Magnússon |
| 35 | RUS | K     | Igor Akinfejev ()         |
| 42 | RUS | V     | Georgij Scsennyikov       |
| 46 | RUS | CS    | Vlagyiszlav Jakovlev      |

| #  |     | Poszt | Név                 |
| -- | --- | ----- | ------------------- |
| 49 | RUS | K     | Vlagyiszlav Torop   |
| 62 | RUS | V     | Vagyim Karpov       |
| 71 | RUS | V     | Nair Tiknizjan      |
| 78 | RUS | V     | Igor Gyivejev       |
| 88 | NOR | KP    | Emil Bohinen        |
| 91 | RUS | CS    | Anton Zabolotnij    |
| 98 | RUS | KP    | Ivan Obljakov       |
| 99 | BLR | CS    | Ilja Skurin         |
|    | CIV | V     | Cédric Gogoua       |
|    | RUS | V     | Nikita Kotin        |
|    | CRO | KP    | Kristijan Bistrović |
|    | RUS | KP    | Gocsa Gogricsiani   |
|    | RUS | KP    | Tigran Avaneszjan   |
|    | SVN | KP    | Jaka Bijol          |
|    | RUS | KP    | Makszim Muhin       |
|    | MLI | CS    | Lassana N'Diaye     |
|    | RUS | CS    | Vitalij Zsironkin   |

### Kölcsönben
| # |     | Poszt | Név                                       |
| - | --- | ----- | ----------------------------------------- |
|   | RUS | V     | Makszim Jelejev (Jenyiszej Krasznojarszk) |
|   | ARG | CS    | Adolfo Gaich (Benevento Calcio)           |

## Külső hivatkozások
- A CSZKA labdarúgó csapatának honlapja (oroszul és angolul